# Classe ATC S01
La classe ATC S01, dénommée « Médicaments ophtalmologiques », est un sous-groupe thérapeutique de la classification anatomique, thérapeutique et chimique, développée par l'OMS pour classer les médicaments et autres produits médicaux. La classe ATC vétérinaire correspondante dans la classification ATCvet est QS01. Le sous-groupe présenté ici est celui établi par l'OMS, et peut donc différer des versions dérivées utilisées dans certains pays. Il fait partie du groupe anatomique S de la classification, intitulé « Organes sensoriels ».

## S01A Anti-infectieux

### S01AA Antibiotiques
S01AA01 Chloramphénicol
S01AA02 Chlortétracycline
S01AA03 Néomycine
S01AA04 Oxytétracycline
S01AA05 Tyrothricine
S01AA07 Framycétine
S01AA09 Tétracycline
S01AA10 Natamycine
S01AA11 Gentamicine
S01AA12 Tobramycine
S01AA13 Acide fusidique
S01AA14 Benzylpénicilline
S01AA15 Dihydrostreptomycine (en)
S01AA16 Rifamycine
S01AA17 Érythromycine
S01AA18 Polymyxine B
S01AA19 Ampicilline
S01AA20 Antibiotiques en association avec d'autres substances
S01AA21 Amikacine
S01AA22 Micronomicine (en)
S01AA23 Nétilmicine
S01AA24 Kanamycine
S01AA25 Azidamfénicol (en)
S01AA26 Azithromycine
S01AA27 Céfuroxime
S01AA30 Associations de différents antibiotiques
QS01AA90 Cloxacilline

### S01AB Sulfamides
S01AB01 Sulfamétizol (en)
S01AB02 Sulfafurazol (en)
S01AB03 Sulfadicramide (en)
S01AB04 Sulfacétamide
S01AB05 Sulfafénazol (en)

### S01AD Antiviraux
S01AD01 Idoxuridine (en)
S01AD02 Trifluridine
S01AD03 Aciclovir
S01AD05 Interféron
S01AD06 Vidarabine (en)
S01AD07 Famciclovir
S01AD08 Fomivirsen
S01AD09 Ganciclovir

### S01AE Fluoroquinolones
S01AE01 Ofloxacine
S01AE02 Norfloxacine
S01AE03 Ciprofloxacine
S01AE04 Loméfloxacine
S01AE05 Lévofloxacine
S01AE06 Gatifloxacine
S01AE07 Moxifloxacine
S01AE08 Bésifloxacine

### S01AX Autres anti-infectieux
S01AX01 Composés mercuriels
S01AX02 Composés argentiques
S01AX03 Composés zincifères
S01AX04 Nitrofural (en)
S01AX05 Bibrocathol (en)
S01AX06 Résorcinol
S01AX07 Borate de sodium
S01AX08 Hexamidine
S01AX09 Chlorhexidine
S01AX10 Propionate de sodium
S01AX14 Dibrompropamidine (en)
S01AX15 Propamidine (en)
S01AX16 Picloxydine (en)
S01AX18 Povidone iodée

## S01B Anti-inflammatoires

### S01BA Corticoïdes non associés
S01BA01 Dexaméthasone
S01BA02 Hydrocortisone
S01BA03 Cortisone
S01BA04 Prednisolone
S01BA05 Triamcinolone
S01BA06 Bétaméthasone
S01BA07 Fluorométholone
S01BA08 Médrysone (en)
S01BA09 Clobétasone (en)
S01BA10 Alclométasone
S01BA11 Désonide
S01BA12 Formocortal (en)
S01BA13 Rimexolone
S01BA14 Lotéprednol
S01BA15 Acétonine de fluocinolone

### S01BB Corticoïdes et mydriatiques en association
S01BB01 Hydrocortisone et mydriatiques
S01BB02 Prednisolone et mydriatiques
S01BB03 Fluorométholone et mydriatiques
S01BB04 Bétaméthasone et mydriatiques

### S01BC Anti-inflammatoires non stéroïdiens
S01BC01 Indométacine
S01BC02 Oxyphenbutazone (en)
S01BC03 Diclofénac
S01BC04 Flurbiprofène
S01BC05 Kétorolac
S01BC06 Piroxicam
S01BC07 Bendazac (en)
S01BC08 Acide salicylique
S01BC09 Pranoprofène (en)
S01BC10 Népafénac (en)
S01BC11 Bromfénac

## S01C Anti-inflammatoires et anti-infectieux en association

### S01CA Corticoïdes et anti-infectieux en association
S01CA01 Dexaméthasone et anti-infectieux
S01CA02 Prednisolone et anti-infectieux
S01CA03 Hydrocortisone et anti-infectieux
S01CA04 Fluocortolone (en) et anti-infectieux
S01CA05 Bétaméthasone et anti-infectieux
S01CA06 Fludrocortisone et anti-infectieux
S01CA07 Fluorométholone et anti-infectieux
S01CA08 Méthylprednisolone et anti-infectieux
S01CA09 Chloroprednisone (en) et anti-infectieux
S01CA10 Acétonine de fluocinolone et anti-infectieux
S01CA11 Clobétasone (en) et anti-infectieux

### S01CB Corticoïdes, anti-infectieux et mydriatiques en association
S01CB01 Dexaméthasone
S01CB02 Prednisolone
S01CB03 Hydrocortisone
S01CB04 Bétaméthasone
S01CB05 Fluorométholone

### S01CC Anti-inflammatoires et anti-infectieux en association
S01CC01 Diclofénac et anti-infectieux
S01CC02 Indométacine et anti-infectieux

## S01E Antiglaucomateux et myotiques

### S01EA Sympathomimétiques antiglaucomateux
S01EA01 Épinéphrine
S01EA02 Dipivéphrine (en)
S01EA03 Apraclonidine
S01EA04 Clonidine
S01EA05 Brimonidine
S01EA51 Épinéphrine, associations

### S01EB Parasympathomimétiques
S01EB01 Pilocarpine
S01EB02 Carbachol
S01EB03 Écothiopate (en)
S01EB04 Démécarium (en)
S01EB05 Physostigmine
S01EB06 Néostigmine
S01EB07 Fluostigmine
S01EB08 Acéclidine
S01EB09 Acétylcholine
S01EB10 Paraoxon
S01EB51 Pilocarpine, associations
S01EB58 Acéclidine, associations

### S01EC Inhibiteurs de l'anhydrase carbonique
S01EC01 Acétazolamide
S01EC02 Diclofénamide (en)
S01EC03 Dorzolamide
S01EC04 Brinzolamide
S01EC05 Méthazolamide (en)
S01EC54 Brinzolamide, associations

### S01ED Bêtabloquants
S01ED01 Timolol
S01ED02 Bétaxolol
S01ED03 Lévobunolol
S01ED04 Métipranolol (en)
S01ED05 Cartéolol
S01ED06 Béfunolol (en)
S01ED51 Timolol, associations
S01ED52 Bêtaxolol, associations
S01ED54 Métipranolol, associations
S01ED55 Cartéolol, associations

### S01EE Analogues des prostaglandines
S01EE01 Latanoprost
S01EE02 Unoprostone (en)
S01EE03 Bimatoprost
S01EE04 Travoprost
S01EE05 Tafluprost

### S01EX Autres antiglaucomateux
S01EX01 Guanéthidine (en)
S01EX02 Dapiprazole (en)
S01EX05 Nétarsudil

## S01F Mydriatiques et cycloplégiques

### S01FA Anticholinergiques
S01FA01 Atropine
S01FA02 Scopolamine
S01FA03 Méthylscopolamine (en)
S01FA04 Cyclopentolate
S01FA05 Homatropine
S01FA06 Tropicamide
S01FA54 Cyclopentolate, associations
S01FA56 Tropicamide, associations

### S01FB Sympathomimétiques, antiglaucomateux exclus
S01FB01 Phényléphrine
S01FB02 Éphédrine
S01FB03 Ibopamine (en)
S01FB51 Phényléphrine et kétorolac
QS01FB90 Oxédrine (en)
QS01FB99 Sympathomimétiques, associations

## S01G Décongestionnants et anti-allergiques

### S01GA Sympathomimétiques utilisés comme décongestionnants
S01GA01 Naphazoline
S01GA02 Tétryzoline (en)
S01GA03 Xylométazoline
S01GA04 Oxymétazoline
S01GA05 Phényléphrine
S01GA06 Oxédrine (en)
S01GA51 Naphazoline, associations
S01GA52 Tétryzoline, associations
S01GA53 Xylométazoline, associations
S01GA55 Phényléphrine, associations
S01GA56 Oxédrine, associations

### S01GX Autres anti-allergiques
S01GX01 Acide cromoglicique
S01GX02 Lévocabastine
S01GX03 Acide spaglumique
S01GX04 Nédocromil
S01GX05 Lodoxamide
S01GX06 Émédastine (en)
S01GX07 Azélastine
S01GX08 Kétotifène
S01GX09 Olopatadine
S01GX10 Épinastine
S01GX11 Alcaftadine (en)
S01GX51 Acide cromoglicique, associations

## S01H Anesthésiques locaux

### S01HA Anesthésiques locaux
S01HA01 Cocaïne
S01HA02 Oxybuprocaïne (en)
S01HA03 Tétracaïne
S01HA04 Proxymétacaïne
S01HA05 Procaïne
S01HA06 Cinchocaïne (en)
S01HA07 Lidocaïne
S01HA30 Associations

## S01J Médicaments de diagnostic

### S01JA Colorants
S01JA01 Fluorescéine
S01JA02 Rose Bengale sodique
S01JA51 Fluorescéine, associations

### S01JX Autres médicaments de diagnostic en ophtalmologie
Classe vide.

## S01K Adjuvants en chirurgie ophtalmique

### S01KA Médicaments viscoélastiques
S01KA01 Acide hyaluronique
S01KA02 Hypromellose
S01KA51 Acide hyaluronique, associations

### S01KX Autres adjuvants en chirurgie ophtalmique
S01KX01 Chymotrypsine

## S01L Agents contre les désordres vasculaires oculaires

### S01LA Agents antinéovascularisation
S01LA01 Vertéporfine
S01LA02 Anécortave (en)
S01LA03 Pegaptanib
S01LA04 Ranibizumab
S01LA05 Aflibercept

## S01X Autres médicaments ophtalmologiques

### S01XA Autres médicaments ophtalmologiques
S01XA01 Gaïazulène
S01XA02 Rétinol
S01XA03 Chlorure de sodium, hypertonique
S01XA04 Iodure de potassium
S01XA05 Édétate sodique
S01XA06 Éthylmorphine
S01XA07 Alun
S01XA08 Acétylcystéine
S01XA09 Iodohéparinate
S01XA10 Inosine
S01XA11 Nandrolone
S01XA12 Dexpanthénol
S01XA13 Altéplase
S01XA14 Héparine
S01XA15 Acide ascorbique
S01XA18 Ciclosporine
S01XA19 Cellules souches limbiques, autologues
S01XA20 Larmes artificielles (en) et autres préparations indifférentes
S01XA21 Mercaptamine
S01XA22 Ocriplasmine
S01XA23 Sirolimus
S01XA24 Cénégermine
S01XA25 Lifitegrast
QS01XA91 Pirénoxine (en)